# 甲斐清香
甲斐 清香（かい さやか、1980年 - ）は、日本の編集技師。日本映画・テレビ編集協会（J.S.E.）所属。北海道出身。旧姓・山本。

## フィルモグラフィー

### 映画
編集助手
- 着信アリ2 （2005年）
- LIMIT OF LOVE 海猿 （2005年）
- 博士の愛した数式 （2006年）
- 涙そうそう （2006年）
- Mayu／ココロの星 （2007年）
- 櫻の園 （2008年）
- 誰も守ってくれない （2009年）
- 鑑識・米沢の事件簿 （2009年）
- ライアーゲーム ザ・ファイナルステージ （2010年）
- ハナミズキ （2010年）
- 大鹿村騒動記 （2011年）
- 麒麟の翼 劇場版・新参者 （2012年）
- ライアーゲーム 再生 （2012年）
- 遺体 明日への十日間 （2013年）
- 三度目の殺人 （2017年）
- のみとり侍 （2018年）
- よこがお （2018年）

編集
- 映画　ビリギャル （2015年）
- 神様はバリにいる （2015年）
- A.I. love you （2016年）
- あいあい傘 （2018年）

### テレビ・ネットドラマ
- ライアーゲーム「ヨコヤVSフクナガ」 （2012年、フジテレビ）
- アリス　イン　ライアーゲーム （2012年、フジテレビ）
- 恋なんて贅沢が私に落ちてくるのだろうか？ （2012年、フジテレビ）
- ほんとにあった怖い話'夏の特別編2012（2012年、フジテレビ）
- 二丁目のホームズ（2012年、フジテレビ）
- 間違われちゃった男（2013年、フジテレビ）
- 10日間で運命の恋人をみつける方法（2013年、dTV）
- ほんとにあった怖い話'夏の特別編2013 （2013年、フジテレビ）
- リバースエッジ　大川端探偵社（2014年、TX）
- キャビンアテンダント刑事（2014年、フジテレビ）
- 信長協奏曲（2014年、フジテレビ）
- 恋の合宿免許っ！（2014年、KTV）
- 瀬在丸紅子の事件簿（2014年、フジテレビ）
- フラガールと犬のチョコ（2015年、TX）
- ほんとにあった怖い話'夏の特別編2015（2015年、フジテレビ）
- 海に降る（2015年、WOWOW）
- ラブラブエイリアン（2016年、フジテレビ）
- ほんとにあった怖い話'夏の特別編2016（2016年、フジテレビ）
- 踊る大空港、或いは私は如何して踊るのを止めてゲームのルールを変えるに至ったか。（2016年、dTV）
- わたしに運命の恋なんてありえないって思ってた（2016年、KTV）
- 俺のセンセイ（2016年、フジテレビ）
- ほんとにあった怖い話'夏の特別編2017（2017年、フジテレビ）
- ほんとにあった怖い話'夏の特別編2018（2018年、フジテレビ）
- ほんとにあった怖い話'20周年スペシャル（2019年、フジテレビ）